# Tantek Çelik
Tantek Çelik es un informático de Estados Unidos -de ascendencia turco estadounidense- reconocido por sus trabajos en Microsoft Corporation y Technorati.

## Trayectoria laboral
Antes de trabajar para Microsoft Corporation, ocupó diferentes puestos como ingeniero de software para Sun Microsystems, Oracle Corporation y Apple Inc..
Durante 1992 y 1996 se ocupó del desarrollo del proyecto OpenDoc para Apple Inc., primero como desarrollador senior de software y luego como líder técnico.
En 1996 abandona Apple Inc. para fundar junto a Eric Soldan, otro desarrollador de OpenDoc, 6prime, una compañía de consultoría tecnológica y desarrolladora de software especializada en OpenDoc. En 1997, Allume Systems compró el principal producto de la compañía, REV, publicándolo bajo el nombre Flashback.
Entre 1997 y 2004 trabajó para Microsoft Corporation. Entre 1998 y 2003 estuvo al frente del equipo de desarrolladores que diseñaron e implementaron Tasman, el motor de renderizado de Internet Explorer 5 para Mac. Entre 1998 y 2000 fue el representante suplente y luego desde 2000 hasta 2004 el representante oficial de Microsoft Corporation ante algunos grupos de trabajo de World Wide Web Consortium y de desarrollo de la especificación de hojas de estilo en cascada. También creó el box model hack que es usado por diseñadores para sortear el Internet Explorer box model bug.
Mientras trabajó como CTO para Technorati, bregó para mejorar la implementación de estándares incluyendo el de microformatos en Internet en general a través de proyectos del propio sitio. También estuvo involucrado en el desarrollo de una sección especial en el sitio de Technorati dedicada a las elecciones de 2004 en Estados Unidos, incluido el diseño de la versión inicial.
Tantek Çelik es también fundador del Global Multimedia Protocols Group. Además tiene una licenciatura y una maestría en ciencias de la computación de la Universidad de Stanford.